# Bret McKenzie
Bret Peter Tarrant McKenzie, född 29 juni 1976 i Wellington, Nya Zeeland, är en nyzeeländsk musiker, komiker och skådespelare. 

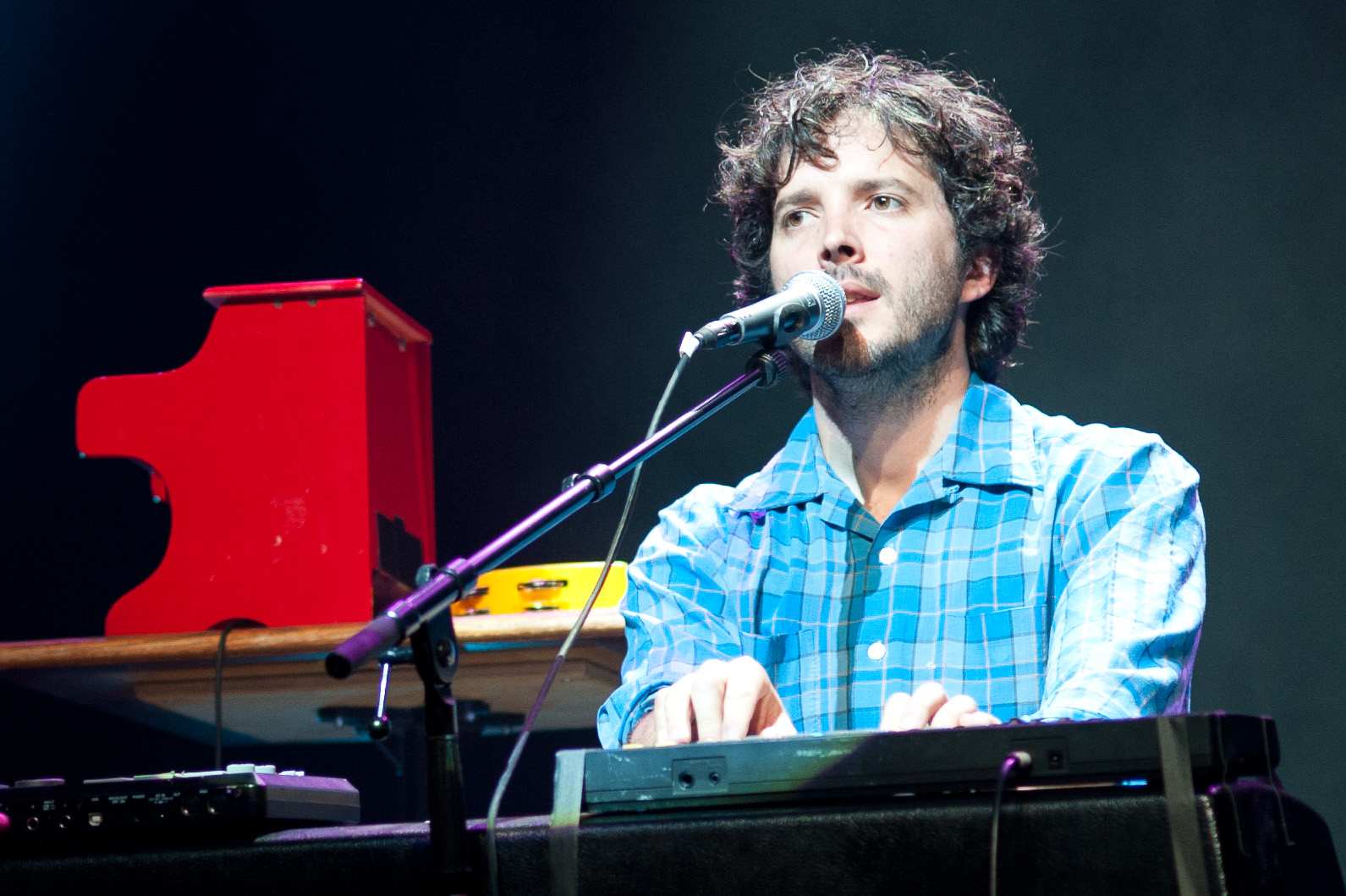
Bret McKenzie uppträder på Cirkus i Stockholm den 24 maj 2010.

Han är främst känd som ena halvan i duon Flight of the Conchords tillsammans med vännen Jemaine Clement. 2007 spelade han även ena huvudrollen i TV-serien med samma namn. McKenzie hade även en liten roll i Sagan om ringen och Sagan om konungens återkomst. McKenzie har rollen som Lindir i Hobbit: En oväntad resa (2012).
2012 vann McKenzie en Oscar för Bästa sång för "Man or Muppet" som han skrivit till Mupparna.
Bret McKenzie har även varit en medlem i bandet The Black Seeds.